# Теорема Ландау
У комплексному аналізі теорема Ландау — один із класичних результатів так званої геометричної теорії функцій комплексної змінної, яка пов'язана з теоремами Блоха, Блоха — Ландау, Шотткі і може використовуватися зокрема для доведення малої теореми Пікара — одного з найвідоміших тверджень комплексного аналізу.

## Твердження теореми
Якщо {\displaystyle f(z)} є голоморфною функцією всередині круга {\displaystyle |z|<R}, що не є рівною в цьому крузі 0 і 1 і {\displaystyle f(0)=\alpha ,\;f'(0)=\beta }, то має місце нерівність {\displaystyle R<\Omega (\alpha ,\beta }),
де {\displaystyle \Omega (\alpha ,\beta )} залежить тільки  від {\displaystyle \alpha } і {\displaystyle \beta } і не залежить від самої функції.

## Доведення
Розглянемо спершу функцію {\displaystyle w=f(z)}, голоморфну всередині круга {\displaystyle |z|<1}, що не є рівною 0 і 1 в цьому крузі. Побудуємо допоміжну функцію
{\displaystyle F(z)=\ln \left({\sqrt {{\frac {\ln f(z)}{2\pi i}}-{\frac {\ln f(z)}{2\pi }}-1}}\right)}
Ця функція {\displaystyle F(z)} буде голоморфною всередині круга {\displaystyle |z|<1}, оскільки функція {\displaystyle f(z)} в цьому крузі не дорівнює нулю і не дорівнює одиниці. Крім того, функція {\displaystyle F(z)} не є рівною числам виду {\displaystyle \pm \ln({\sqrt {n}}-{\sqrt {n-1}})+2m\pi i}, де {\displaystyle n} — натуральне число, {\displaystyle m} — будь-яке ціле число. Позначимо множину цих точок {\displaystyle E}.
Справді, розв'язуючи рівняння для {\displaystyle F(z)} щодо {\displaystyle f(z)}, знайдемо:
{\displaystyle f(z)=-e^{{\frac {\pi i}{2}}(e^{2F(z)}+e^{-2F(z)})}}
і, отже, вважаючи {\displaystyle F(z)} рівним будь-якому значенню з множини {\displaystyle E}, мали б {\displaystyle f(z)=1}, що неможливо.
Кожна точка комплексної площини знаходиться від множини {\displaystyle E} (тобто від найближчої точки цієї множини) на відстані, меншій {\displaystyle b}, де {\displaystyle b} — деяка константа,
що безпосередньо випливає з рівностей
{\displaystyle -\ln({\sqrt {n}}-{\sqrt {n-1}})={\frac {1}{\ln({\sqrt {n}}-{\sqrt {n-1}})}}=\ln({\sqrt {n}}+{\sqrt {n-1}})\to \infty }
і
{\displaystyle \ln({\sqrt {n+1}}+{\sqrt {n}})-\ln({\sqrt {n}}+{\sqrt {n-1}})=\ln {\frac {{\sqrt {n+1}}+{\sqrt {n}}}{{\sqrt {n}}+{\sqrt {n-1}}}}\to 0}.
Припускаючи {\displaystyle F'(0)\neq 0}, розглянемо функцію:
{\displaystyle {\frac {F(z)-F(0)}{F'(0)}}=z+a_{2}z^{2}+\ldots }.
Згідно теореми Блоха для цієї функції існує круг з центром в деякій точці деякого радіуса {\displaystyle B_{1}}, що не залежить від конкретної функції і всі точки якого є значеннями цієї функції. Отже, для функції {\displaystyle F(z)} буде існувати круг з центром у деякій точці радіуса {\displaystyle B_{1}|F'(0)|}, всі точки якого є значеннями функції {\displaystyle F(z)}. Оскільки цей круг не може містити точок множини {\displaystyle E}, то повинна виконуватись нерівність
{\displaystyle B_{1}|F'(0)|<b}
Зрозуміло, що якщо {\displaystyle F'(0)=0}, то це нерівність теж є справедливою.
Отже, маємо:
{\displaystyle |F'(0)|<b<{\frac {b}{B_{1}}}=C_{1}}
де {\displaystyle C_{1}} — константа, яка не залежить від функції {\displaystyle F(z)}. Повертаючись до даної функції {\displaystyle f(z)}, з виразу цієї функції через {\displaystyle F(z)} і попередньої нерівності отримаємо:
{\displaystyle |f'(0)|<L(f(0))},
де {\displaystyle L} — деяка функція, що не залежить від функції {\displaystyle f}.
Тепер для функції в умовах теореми введемо функцію  {\displaystyle \varphi (z)=f(Rz)}. Функцію {\displaystyle \varphi (z)} є голоморфною при {\displaystyle |z|<1} і не рівною в цьому крузі 0 і 1. Застосовуючи до цієї функції
останню доведену нерівність, отримуємо: {\displaystyle |\varphi '(0)|<L(\varphi (0))} або, повертаючись до даної функції {\displaystyle f(z)}, {\displaystyle R|f'(0)|<L(f(0))}  або {\displaystyle R<{\frac {L(f(0))}{|f'(0)|}}}
звідки випливає: {\displaystyle R<\Omega (\alpha ,\beta )} де {\displaystyle \Omega (\alpha ,\beta )={\frac {L(\alpha )}{|\beta |}}}.

## Теорема Ландау — Каратеодорі
В твердженні точно можна задати значення функції {\displaystyle \Omega (\alpha ,\beta )}. А саме в позначеннях теореми Ландау:
{\displaystyle \Omega (\alpha ,\beta )={\frac {2\operatorname {Im} \tau (\alpha )}{|\beta ||\tau '(\alpha )|}}},
де {\displaystyle \tau (\lambda )} є гілкою оберненої функції до функції {\displaystyle \lambda (\tau )} — модулярної ламбда функції, що за означенням є модулярною функцією групи дробово-лінійних перетворень {\displaystyle \tau \to {\frac {a\tau +b}{c\tau +d}},\;\;ad-bc=1}, де {\displaystyle a,d} є непарними цілими числами, а {\displaystyle b,c} — парними.
Через тета функції  модулярну ламбда функцію можна записати як {\displaystyle \lambda (\tau )={\frac {\theta _{2}^{4}(0,\tau )}{\theta _{3}^{4}(0,\tau )}}}, через еліптичні функції Веєрштраса — {\displaystyle \lambda ={\frac {e_{3}-e_{2}}{e_{1}-e_{2}}}\,.}
Фундаментальною областю є регіон {\displaystyle \operatorname {Int} T_{2}=\{\tau :|\tau \pm 1/2|>1/2,\;|\operatorname {Re} \;\tau |<1,\;\operatorname {Im} \;\tau >0\}}.
У області {\displaystyle T_{2}}також додаються граничні точки для яких {\displaystyle \operatorname {Re} \;\tau \leqslant 0}.
За гілку оберненої  функції в теоремі Ландау — Каратеодорі можна приймати ту гілку для якої значення функції належить фундаментальній області {\displaystyle T_{2}}.